# Can Roure (Brunyola)
Can Roure és una masia del municipi de Brunyola i Sant Martí Sapresa (Selva) inclosa en l'Inventari del Patrimoni Arquitectònic de Catalunya.

## Descripció
Can Roure es tracta d'una masia de planta rectangular que consta de planta baixa i pis superior i que està coberta amb una teulada a dues aigües de vessants a laterals. La masia està estructurada internament en tres crugies.
La planta baixa consta de tres obertures: al centre tenim un gran portal quadrangular equipat amb un robusta i poderosa llinda monolítica i amb uns muntants laterals de pedra molt ben treballats i escairats. En la llinda es pot llegir una inscripció molt interessant que fa al·lusió al propietari original de la masia i a la data de construcció d'aquesta, i diu així: "G E R O N I + R O V R A" i en una línia inferior "1 7 5 5".
A l'esquerra trobem una finestra rectangular amb llinda monolítica i muntants de pedra. En la llinda s'aprecia la data de 1779, la qual podria al·ludir a unes obres posteriors que es van practicar en la masia. A la dreta trobem un portal quadrangular emmarcat em pedra, que actua com a accés físic per a la petita piscina que la masia acull en aquest sector.
En el primer pis trobem tres obertures: al centre una finestra rectangular amb llinda monolítica, muntants de pedra i ampit treballat. En la llinda tornem a trobar la mateixa data "1 7 + 5 5" que ja veiem anteriorment. Aquesta finestra es troba flanquejada per dues obertures, una a cada cantó respectivament, amb les impostes retallades em forma de quart de cercle.
Els murs exteriors de la masia estan completament arrebossats i sense pintar. Un arrebossat que no ha estat allisat sinó tot el contrari, ja que presenta una textura molt gruixuda i rugosa.
L'estat de conservació de la masia és bastant bo, i a simple vista no hi ha motius que hagin de fer patir per la seva integritat física. En l'actualitat la masia està siguent objecte d'unes obres importants de restauració i rehabilitació. Unes obres que a simple vista no sembla que hagin de tenir una resolució immediata sinó tot el contrari, a mitjà o a llarg termini.